# Chandauli (distrikt)
Chandauli är ett distrikt i den indiska delstaten Uttar Pradesh, och hade 1 643 251 invånare år 2001 på en yta av 2 554,1 km². Det gör en befolkningsdensitet på 643,4 inv/km². Den administrativa huvudorten är staden Chandauli, medan den största staden är Mughalsarai. De största religionerna är hinduism (89,48 %) och islam (10,24 %).

## Administrativ indelning
Distriktet är indelat i tre kommunliknande enheter, tehsils:
- Chakia, Chandauli, Sakaldiha

## Städer
Distriktets städer är huvudorten Chandauli samt Chakia, Dulhipur, Mughalsarai, Mughalsarai Railway Settlement och Saiyad Raja.
Urbaniseringsgraden låg på 10,56 procent år 2001.